# Богинская, Светлана Леонидовна
Светла́на Леони́довна Боги́нская (бел. Святлана Леанідаўна Багінская; род. 9 февраля 1973, Минск) — советская и белорусская спортсменка (спортивная гимнастика). Трёхкратная олимпийская чемпионка, пятикратная чемпионка мира, многократная чемпионка Европы. Заслуженный мастер спорта СССР (1988).

## Биография
Светлана Богинская родилась в Минске. В детстве занималась фигурным катанием, но затем перешла в секцию спортивной гимнастики. Училась в Минском училище олимпийского резерва № 1. Выступала за спортивное общество «Трудовые резервы». В 1987 году она выиграла первую награду на крупном взрослом соревновании — ею стала бронза мирового первенства в Роттердаме. В следующем году 15-летняя спортсменка была включена в олимпийскую сборную СССР на Олимпиаде в Сеуле. Олимпиада принесла Светлане 4 медали — золотые в командном турнире и опорном прыжке, серебряную в вольных упражнениях и бронзу в абсолютном первенстве, в котором юная дебютантка уступила лишь двум признанным фавориткам, своей подруге по команде Елене Шушуновой и румынке Даниэле Силиваш.
В 1989 году Богинская выиграла три золота на чемпионате мира в Штутгарте и трижды побеждала на европейском первенстве в Брюсселе. В следующем году на европейском чемпионате в Афинах Богинская установила выдающееся достижение, победив во всех индивидуальных дисциплинах первенства. До неё такое удавалось только Вере Чаславской и Людмиле Турищевой.
В 1991 году на первенстве мира в Атланте Богинской не удалось отстоять титул чемпионки мира в абсолютном первенстве, она уступила американке Ким Змескал при весьма спорном судействе. Впрочем, Светлана дважды стала чемпионкой: в командном первенстве и упражнениях на бревне.
На Олимпийских играх в 1992 года в Барселоне Светлана выступала уже в составе Объединённой команды, выигравшей командное золото. В личных соревнованиях выступление Богинской было менее успешным — она стала пятой в абсолютном первенстве, четвёртой в опорном прыжке и пятой на бревне.
После барселонской Олимпиады Богинская ушла из спорта, однако возобновила карьеру в 1995 году, выступая при этом уже за Белоруссию. В 1996 году 23-летняя спортсменка (ветеранский, по меркам гимнастики, возраст) стала второй в абсолютном первенстве на чемпионате Европы в Бирмингеме.
Третья Олимпиада в жизни Богинской — Игры 1996 года в Атланте — не принесла Светлане медалей, она сумела пробиться в финал лишь в опорном прыжке, где заняла 5 место, а также заняла 6 место в командных стартах в составе сборной Белоруссии.
В 2005 году Богинская была включена в Международный Зал Славы гимнастики.

### Личная жизнь
В настоящее время[когда?] проживает в Хьюстоне, США, где ведёт свой бизнес. Имеет собственный онлайн-магазин по продаже гимнастической экипировки, фирму по организации и проведению летних гимнастических лагерей. В семье Богинской и её мужа Уильяма двое детей. Владеют сетью ресторанов в Хьюстоне.